# Park Trzech Kultur w Gnieźnie
Park Trzech Kultur w Gnieźnie (dawn. Park XX-lecia PRL) – założony na początku lat 60. XX wieku park położony w Gnieźnie na Osiedlu Tysiąclecia, między ulicami Budowlanych i Roosevelta, na terenie dawnych cmentarzy ewangelickiego i żydowskiego.

## Opis

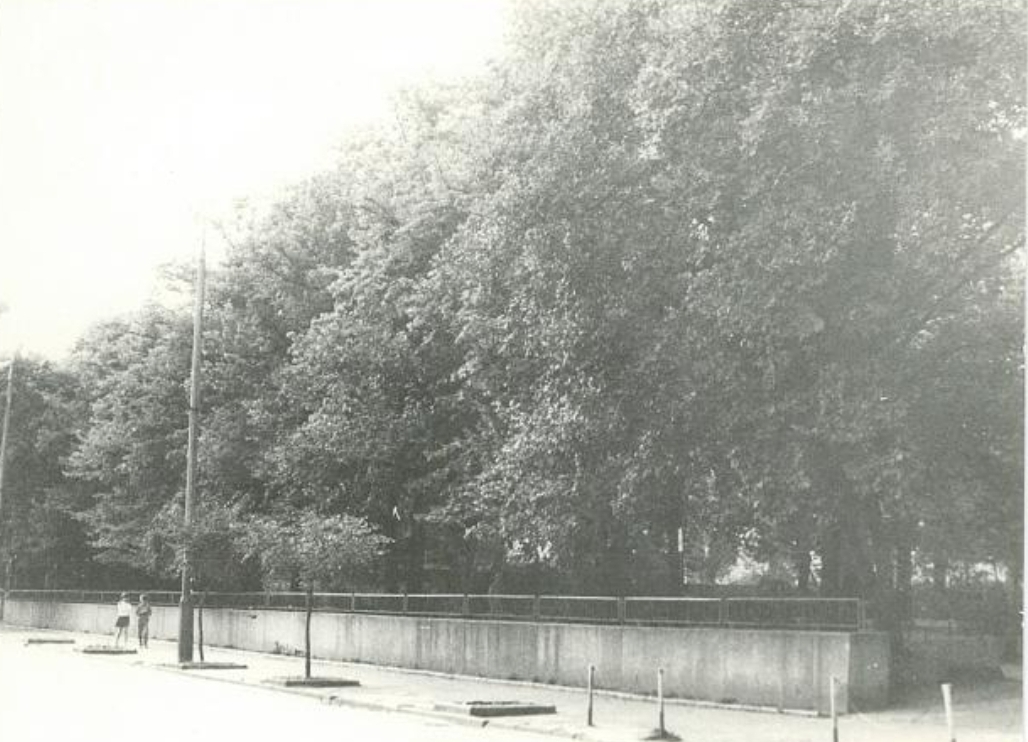
Mur parku od strony ul. Roosevelta w 1994 r.

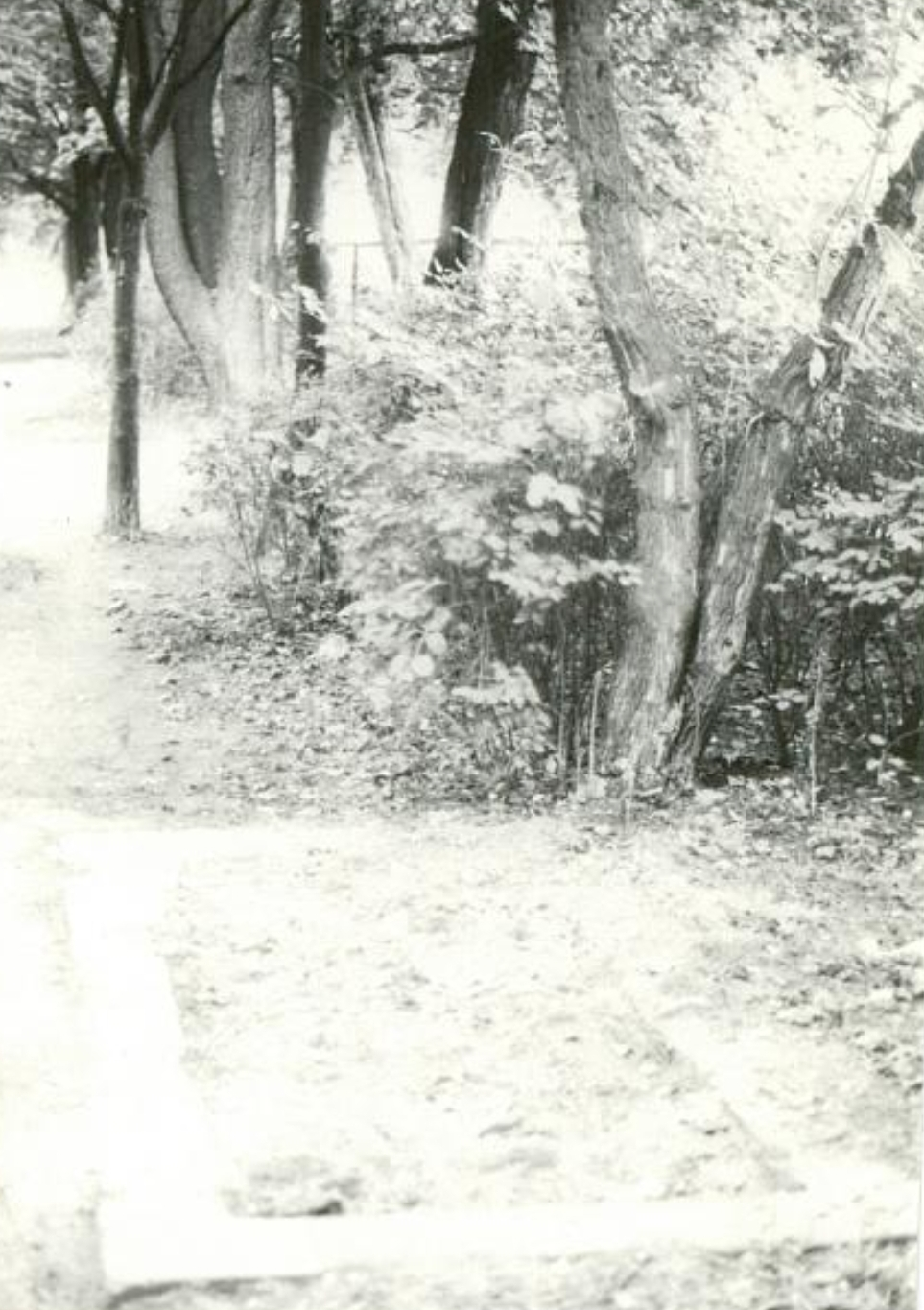
Pozostałość grobu na terenie ewangelickiej części dawnego cmentarza

Obecny park o powierzchni około 3,6 ha powstał na terenie pochodzącego z lat 80. XIX wieku dawnego cmentarza ewangelickiego i żydowskiego. Podczas II wojny światowej część żydowska cmentarza została zniszczona przez Niemców, a płyty nagrobne posłużyły jako gruz do prac budowlanych na terenie miasta. Kilka lat później podobny los spotkał także część ewangelicką – do 1954 roku odbywały się tam jeszcze sporadycznie pogrzeby jednak ostatecznie podjęto decyzję o zamknięciu nekropolii, co doprowadziło do jej szybkiej dewastacji i zarastania. Na początku lat 60. zadecydowano o uporządkowaniu terenu i przeznaczeniu go na park – rozebrano wówczas kaplicę, rozbito nagrobki (często wykorzystując je jako materiał budowlany), zniwelowano teren, dokonano nasadzeń i urządzono małą architekturę. Ekshumacji dokonano jedynie w pojedynczych przypadkach, jeśli zgłosiły się rodziny. Zachowany został jednak oryginalny układ alejek, a także nieliczne pozostałości grobów. Nowo powstały park zyskał nazwę XX-lecia PRL-u. W 2006 roku dzięki staraniom Towarzystwa Miłośników Gniezna oraz Gnieźnieńskiego Stowarzyszenia „Dom Europejski” w centralnej części parku, na miejscu dawnej kaplicy cmentarnej odsłonięto pomnik poświęcony Niemcom pochowanym na byłym cmentarzu ewangelickim. W 2007 roku dzięki fundacji Pomost dokonano ekshumacji szczątków należących do ponad 125 osób, które zostały pochowane w masowym grobie w północnej części nekropolii. Znalezione szkielety kobiet i dzieci należały do ofiar walk o Gniezno ze stycznia 1945 roku, zmarłych w lazaretach, ale także ofiar egzekucji dokonywanych na niemieckich cywilnych mieszkańcach miasta przez czerwonoarmistów. W tym samym roku w związku z procesem dekomunizacji dokonano także zmiany nazwy parku na Park Trzech Kultur. Nowa nazwa miała nawiązywać do wielokulturowości przedwojennego Gniezna zamieszkałego przez Polaków, Niemców oraz Żydów. W 2017 roku Park Trzech Kultur podobnie jak inne gnieźnieńskie parki ucierpiał w wyniku przechodzącej przez miasto nawałnicy. Rok później rozpoczęto jednak proces jego rewitalizacji, polegający m.in. na oczyszczeniu terenu, remoncie nawierzchni ścieżek, montażu oświetlenia głównych alejek, czy oczyszczeniu i umocnieniu brzegów parkowej sadzawki. Posadzono także kilkadziesiąt drzew gatunków takich jak: kasztanowiec czerwony, klon pospolity, grab pospolity, platan kalinolistny, lipa drobnolistna, dąb szypułkowy, metasekwoja chińska czy wierzba płacząca, 1511 szt. krzewów m.in. śnieguliczkę Chenaulta 'Hancock', różę pomarszczona, żylistek szorstki, kalinę koralowa, pęcherznicę kalinolistna, cis pospolity, hortensję bukietową 'Limelight', 300 sztuk traw ozdobnych oraz 8597 cebul tulipanów i krokusów. W 2024 roku dwa drzewa znajdujące się na terenie parku zostały ogłoszone pomnikami przyrody. Są to położony we wschodniej części parku klon polny o nazwie „Mieszko I” oraz rosnący w jego północnej części wiąz szypułkowy „Dąbrówka”.